# Le Fantôme d'Oyuki
Le Fantôme d'Oyuki (お雪の幻, Oyuki no maboroshi) est le titre d'un tableau d'une yūrei féminine (fantôme japonais traditionnel), par Maruyama Ōkyo (1733-1795), fondateur de l'école Maruyama-Shijō de peinture.

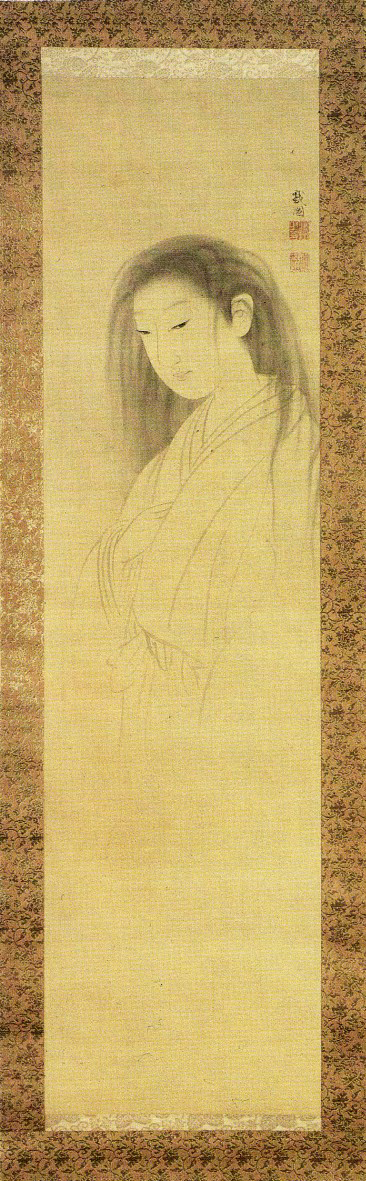
Le Fantôme d'Oyuki, encre sur soie.

Selon une inscription sur la peinture, Yoko avait une maîtresse dans la maison de geisha Tominaga. Elle meurt jeune et Ōkyo pleure sa mort. Une nuit, son esprit lui rend visite en rêve et, incapable de sortir son image de sa tête, il peint ce portrait. C'est l'une des premières peintures d'une yūrei avec les caractéristiques de base d'un fantôme de l'époque d'Edo : échevelée, robe blanche ou bleu pâle, mains molles, presque transparente, absence de la partie inférieure du corps.

## Source de la traduction
- (en) Cet article est partiellement ou en totalité issu de l’article de Wikipédia en anglais intitulé « The Ghost of Oyuki » (voir la liste des auteurs).